# 보그 가든

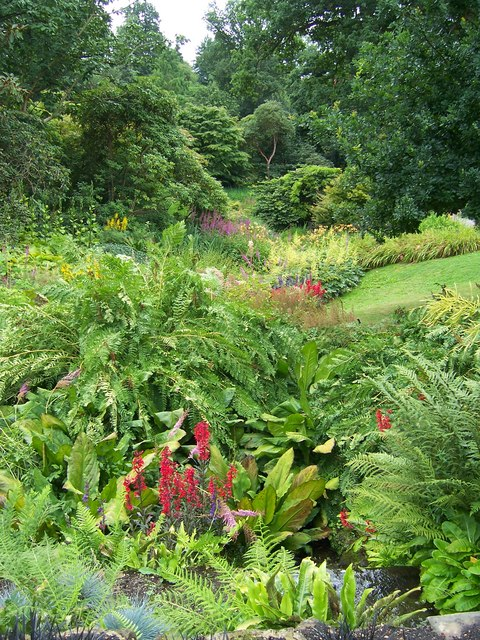
보그 가든

보그 가든(bog garden)은 습지가 있는 조건에서 번성하는 식물과 생물을 위한 서식지를 만들기 위해 영구적으로 촉촉한(그러나 물에 잠기지 않은) 토양을 사용하는 일종의 정원이다. 정원에 있는 기존의 열악한 배수 장치를 이용하거나 해당 지역에 물을 가두기 위해 연못 라이너나 기타 재료를 사용하여 인위적으로 만들 수도 있다. 그러한 구조는 물이 고이는 것을 방지하기 위해 소량의 누출을 허용해야 한다. 예를 들어 연못 라이너는 여러 번 뚫어야 한다. 일반적으로 보그 가든은 연못이나 기타 수역에 인접한 얕은 지역으로 구성되지만 물이 높은 곳에서 낮은 곳으로 배수되지 않도록 주의해야 한다. 지속 가능한 최소 깊이는 40~45cm(16~18인치)이다. 라이너 위에 자갈을 깔아 배수가 잘 되며, 표면 아래에 구멍이 뚫린 호스를 사용하여 습지에 물을 계속 공급할 수 있다.
보그 가든에 적합한 식물은 아래와 같다:
- 구주꽃골
- 동의나물
- 파리지옥
- 끈끈이귀개속
- 조름나물
- 범꼬리
- 벌레잡이제비꽃속
- 통발속

## 같이 보기
- 수생 식물원(water garden)